# Euparkeria
Euparkeria – rodzaj niewielkiego archozauromorfa z grupy Archosauriformes. Żył we wczesnym triasie, około 248 milionów lat temu. Jego szczątki odkryto tylko na jednym stanowisku w regionie Karoo. Znane są skamieniałości zaledwie kilku osobników. Nazwa Euparkeria nawiązuje do nazwiska W. K. Parkera.
Euparkeria była drapieżnikiem. Prawdopodobnie polowała na drobne bezkręgowce, jak owady.

## Budowa
- Było to zwierzę niewielkie i wysmukłe. Jej długość wynosiła zaledwie 65 cm, przy czym połowę stanowił ogon.
- Wzdłuż grzbietu euparkerii rozmieszczony był podwójny rząd ochronnych płytek kostnych.
- Kończyny ustawione były pionowo, podobnie jak w przypadku żyjących później dinozaurów. Kończyny tylne były o połowę dłuższe od przednich. Uważa się w związku z tym, że mogła poruszać się głównie na kończynach tylnych, bądź też biegać na nich sporadycznie (Caroll 1988).
- Czaszka była względnie duża. Zaopatrzona była, oprócz dwóch par otworów skroniowych, w parę otworów w żuchwie oraz w górnej szczęce, przed oczodołami.
- Zęby były bocznie spłaszczone i miały ząbkowane powierzchnie.

## Pozycja systematyczna
Euparkerię zalicza się do grupy Archosauriformes, obejmującej archozaury i ich najbliższych krewnych. Rodzina Euparkeriidae, w której klasyfikowana jest Euparkeria, jest uważana za monotypową – innymi potencjalnymi przedstawicielami są: Dorosuchus, Halazhaisuchus i Osmolskina. Uważa się obecnie, że mogła stanowić przodka dinozaurów, lub była z nim blisko spokrewniona.

## Euparkeria w kulturze
Zwierzę pokazane zostało w odcinku serialu Zanim przywędrowały dinozaury jako przodek dinozaurów.